# Parviz
Parviz eller Parvez persiska: پرویز) är ett persiskt mansnamn som betyder "segrande". En av de största sassanidiska kungarna under antiken bar namnet Khusrov II Parvez.